# Escuela Politécnica Superior (Universidad de Málaga)
La Escuela Politécnica Superior era la Escuela de Ingeniería de la Universidad de Málaga en la que se imparten las titulaciones de Graduado/a en Ingeniería Eléctrica, Ingeniería Electrónica Industrial, Ingeniería Mecánica e Ingeniería en Diseño Industrial y Desarrollo del Producto. En 2016 se fusionó con la Escuela Técnica Superior de Ingeniería Industrial dando lugar a la Escuela de Ingenierías Industriales.

## Historia
Conocida antiguamente como Escuela de Peritos y posteriormente como Escuela Universitaria Politécnica hasta la incorporación de las nuevas titulaciones de grado, cuando adoptó su nombre actual de Escuela Politécnica Superior. Fue fundada el 6 de octubre de 1925 a partir de la regulación de los estudios de ingeniería en España en el periodo isabelino reflejada en el Real Decreto del 4 de septiembre de 1850, e iniciándose el curso a partir de 1927. En 1961 se trasladó la Escuela a los terrenos de El Ejido (posteriormente Campus de El Ejido), a un edificio obra del arquitecto Antonio Fisac.
Se incorporó a la Universidad de Málaga en 1973, coincidiendo esta etapa con la Ley General de Educación de 14 de agosto de 1970, que exige un curso de Orientación Universitaria para acceder a los estudios reglados de la carrera de Ingeniero Técnico, estructurada en tres años y un Trabajo de Conjunto Fin de Carrera. Los estudios de Ingeniero Técnico Industrial dieron paso a los actuales estudios de Grado, estructurados en cuatro años y un Trabajo Fin de Grado, y Posgrado que actualmente se imparten en la Escuela Politécnica Superior. Fue en 2010 cuando se trasladó al nuevo edificio en el Campus de Teatinos.

## Edificio e instalaciones
El nuevo edificio, obra del arquitecto malagueño Salvador Moreno Peralta, fue inaugurado en 2009 en la ampliación del Campus de Teatinos. Obtuvo la certificación energética A (máxima categoría en eficiencia energética) otorgada por la Agencia Andaluza de la Energía. Este edificio y sus instalaciones son compartidas con la Escuela Técnica Superior de Ingeniería Industrial.
Se trata de un complejo formado dos edificios. En el edificio principal, de mayor tamaño, se ubican las aulas, despachos, biblioteca y laboratorios de pequeña dimensión. El edificio se distribuye a partir de una plaza central en la que están situadas la conserjería, cafetería y la entrada central al edificio. Sobre la cafetería se ubica la biblioteca, diseñada en doble nivel, a la que se accede desde el primer piso. El salón de actos, también de doble nivel, se encuentra frente a la cafetería y justo encima de éste se encuentran las salas de grado. Las aulas, laboratorios de investigación y despachos están ubicados en el ala este del eficicio mientras que el ala oeste alberga los laboratorios de docencia, aulas de micros y las direcciones y secretarías de ambas Escuelas. Un segundo módulo alberga los laboratorios que requieren una cimentación o dimensión especiales.

## Titulaciones
La Escuela Politécnica Superior imparte cuatro titulaciones de Grado:
- Grado en Ingeniería Eléctrica
- Grado en Ingeniería Electrónica Industrial
- Grado en Ingeniería Mecánica
- Grado en Ingeniería en Diseño Industrial y Desarrollo del Producto

Las tres primeras habilitan para la profesión regulada de Ingeniero Técnico Industrial.
Asimismo, la Escuela Politécnica Superior ofrece tres titulaciones de Doble Grado, con las cuales se puede conseguir en cinco años una doble titulación: Mecánica-Diseño, Eléctrica-Mecánica, Electrónica Industrial-Eléctrica.
En lo relativo a los programas de posgrado, la oferta se compone de cuatro Másteres oficiales, el primero de ellos en el marco de Andalucía TECH:
- Máster en Sistemas Inteligentes en Energía y Transporte
- Máster en Prevención de Riesgos Laborales
- Máster en Representación y Diseño en Ingeniería y Arquitectura
- Máster en Tecnología de los SIstemas de Energía

También cuenta con un programa propio de doctorado en Ingeniería Mecánica y Eficiencia Energética.

## Departamentos
El personal docente y de investigación de la EPS está estructurado en los siguientes departamentos:
- Departamento de Economía y Administración de Empresas
- Departamento de Expresión Gráfica, Diseño y Proyectos
- Departamento de Filología Española I, Filología Románica y Filología Italiana
- Departamento de Filología Inglesa, Francesa y Alemana
- Departamento de Física Aplicada II
- Departamento de Historia del Arte
- Departamento de Ingeniería Civil, de Materiales y Fabricación
- Departamento de Ingeniería de Sistemas y Automática
- Departamento de Ingeniería Eléctrica
- Departamento de Ingeniería Mecánica, Térmica y de Fluidos
- Departamento de Lenguajes y Ciencias de la Computación
- Departamento de Matemática Aplicada
- Departamento de Medicina Preventiva y Salud Pública e Historia de la Ciencia
- Departamento de Química Analítica
- Departamento de Química Física
- Departamento de Tecnología Electrónica
- Unidad administrativa de Bellas Artes